# Liste der Monuments historiques in Moutiers-Saint-Jean
Die Liste der Monuments historiques in Moutiers-Saint-Jean führt die Monuments historiques in der französischen Gemeinde Moutiers-Saint-Jean auf.

## Liste der Immobilien
| Bezeichnung               | Beschreibung | Standort                  | Kennzeichnung | Schutzstatus   | Datum     | Bild           |
| ------------------------- | --- | ------------------------- | ------------- | -------------- | --------- | -------------- |
| Hôtel Cœurderoy           | Hôtel particulier, 17. Jahrhundert; mit Umfassungsmauer, Rundturm, Gartenanlage und Nymphäum | 9 Grande Rue (Lage)       | PA00112566    | Classé Inscrit | 1937 1996 |                |
| Hôpital Saint-Sauveur     | 1661 gegründetes Hospiz; Kapelle, 1680; Portal, 1711; Ausstattung der Apotheke | Place de l’Hôpital (Lage) | PA00135223    | Inscrit        | 1995      |                |
| Abtei Saint-Jean-de-Réôme | angeblich um 450 gegründetes, späteres Benediktinerkloster, nach der Französischen Revolution aufgehoben und als Nationalgut verkauft; erhaltener Gebäudebestand im Wesentlichen aus dem 17. Jahrhundert | Place de l’Abbaye (Lage)  | PA00112565    | Inscrit        | 1925 1995 | weitere Bilder |

## Liste der Objekte
| Bezeichnung                                                                          | Beschreibung                                               | Standort                                   | Kennzeichnung | Schutzstatus | Datum | Bild |
| ------------------------------------------------------------------------------------ | ---------------------------------------------------------- | ------------------------------------------ | ------------- | ------------ | ----- | ---- |
| Skulptur Heiliger Nikolaus                                                           | Kalkstein, farbig gefasst, 16. Jahrhundert                 | in der Kirche Conversion-de-St-Paul (Lage) | PM21001589    | Classé       | 1919  |      |
| Skulptur Heilige Barbara                                                             | Kalkstein, farbig gefasst, 16. Jahrhundert                 | in der Kirche Conversion-de-St-Paul (Lage) | PM21001590    | Classé       | 1919  |      |
| Skulptur Heilige Katharina von Alexandiren                                           | Kalkstein, 16. Jahrhundert                                 | in der Kirche Conversion-de-St-Paul (Lage) | PM21001591    | Classé       | 1919  |      |
| Grabstein für Pierre Cœurderoy                                                       | Kalkstein, bezeichnet 1560                                 | in der Kirche Conversion-de-St-Paul (Lage) | PM21001592    | Classé       | 1959  |      |
| Grabstein für Michel Vernot und seine Familie                                        | Kalkstein, bezeichnet 1571                                 | in der Kirche Conversion-de-St-Paul (Lage) | PM21001593    | Classé       | 1959  |      |
| Grabstein für Antoine Vaussin de Corsaint                                            | Kalkstein, bezeichnet 1586                                 | in der Kirche Conversion-de-St-Paul (Lage) | PM21001594    | Classé       | 1959  |      |
| Grabstein für Claire Fyot                                                            | Kalkstein, bezeichnet 1615                                 | in der Kirche Conversion-de-St-Paul (Lage) | PM21001595    | Classé       | 1959  |      |
| Gemälde Heiliger Hieronymus                                                          | Ölfarbe auf Leinwand, 17. Jahrhundert; nach Claude Vignon  | in der Kirche Conversion-de-St-Paul (Lage) | PM21001596    | Classé       | 1975  |      |
| Gemälde Maria Magdalena                                                              | Ölfarbe auf Leinwand, 18. Jahrhundert                      | in der Kirche Conversion-de-St-Paul (Lage) | PM21001597    | Classé       | 1976  |      |
| Gemälde Madonna mit Kind                                                             | Ölfarbe auf Leinwand, 17. Jahrhundert                      | in der Kirche Conversion-de-St-Paul (Lage) | PM21001598    | Classé       | 1976  |      |
| Gemälde Ecce homo                                                                    | Ölfarbe auf Leinwand, um 1600                              | in der Kirche Conversion-de-St-Paul (Lage) | PM21001599    | Classé       | 1976  |      |
| Gemälde Anbetung der Könige                                                          | Ölfarbe auf Leinwand, signiert Salier 1770                 | in der Kirche Conversion-de-St-Paul (Lage) | PM21001600    | Classé       | 1976  |      |
| Gemälde Himmelfahrtsmadonna zwischen dem heiligen Augustinus und der heiligen Regina | Ölfarbe auf Leinwand, 17. Jahrhundert                      | in der Kirche Conversion-de-St-Paul (Lage) | PM21001601    | Classé       | 1976  |      |
| Gemälde Heiliger Augustinus und heilige Regina                                       | Ölfarbe auf Leinwand, 17. Jahrhundert                      | in der Kirche Conversion-de-St-Paul (Lage) | PM21001602    | Classé       | 1976  |      |
| Gemälde Der heilige Johannes von Réôme heilt ein Kind                                | Ölfarbe auf Leinwand, 17. Jahrhundert                      | in der Kirche Conversion-de-St-Paul (Lage) | PM21001603    | Classé       | 1976  |      |
| Skulptur Heiliger Dionysius                                                          | Kalkstein, Ende des 15. Jahrhunderts                       | in der Kirche Conversion-de-St-Paul (Lage) | PM21001604    | Classé       | 1976  |      |
| Kapitell (1)                                                                         | Kalkstein, 12. Jahrhundert                                 | in einem privaten Garten                   | PM21001605    | Classé       | 1979  |      |
| Säule und Kapitell                                                                   | Kalkstein, 12. Jahrhundert                                 | in einem privaten Garten                   | PM21001607    | Classé       | 1979  |      |
| Skulptur Madonna mit Kind                                                            | Marmor, erste Hälfte des 14. Jahrhunderts                  | im Hôpital Saint-Sauveur (Apotheke) (Lage) | PM21001608    | Classé       | 1910  |      |
| 196 Arzneigefäße                                                                     | Ensemble aus PM21002696 bis PM21002704                     | im Hôpital Saint-Sauveur (Apotheke) (Lage) | PM21001609    | Classé       | 1910  |      |
| 50 Arzneikrüge                                                                       | Fayence, 17. Jahrhundert                                   | im Hôpital Saint-Sauveur (Apotheke) (Lage) | PM21002696    | Classé       | 1910  |      |
| 121 Arzneitöpfe                                                                      | Fayence, 17. Jahrhundert                                   | im Hôpital Saint-Sauveur (Apotheke) (Lage) | PM21002697    | Classé       | 1910  |      |
| Zehn Pillendosen                                                                     | Fayence, 17. Jahrhundert                                   | im Hôpital Saint-Sauveur (Apotheke) (Lage) | PM21002698    | Classé       | 1910  |      |
| Eierbecher                                                                           | Fayence, 17. Jahrhundert                                   | im Hôpital Saint-Sauveur (Apotheke) (Lage) | PM21002699    | Classé       | 1910  |      |
| Sieben Arzneiflaschen                                                                | Fayence, 17. Jahrhundert                                   | im Hôpital Saint-Sauveur (Apotheke) (Lage) | PM21002700    | Classé       | 1910  |      |
| Wasserkanne und Schale                                                               | Fayence, 17. Jahrhundert                                   | im Hôpital Saint-Sauveur (Apotheke) (Lage) | PM21002701    | Classé       | 1910  |      |
| Krug                                                                                 | Fayence, 17. Jahrhundert                                   | im Hôpital Saint-Sauveur (Apotheke) (Lage) | PM21002702    | Classé       | 1910  |      |
| Zwei Potpourrivasen                                                                  | Fayence, 17. Jahrhundert                                   | im Hôpital Saint-Sauveur (Apotheke) (Lage) | PM21002703    | Classé       | 1910  |      |
| Drei Arzneigefäße                                                                    | Fayence, 17. Jahrhundert                                   | im Hôpital Saint-Sauveur (Apotheke) (Lage) | PM21002704    | Classé       | 1910  |      |
| Grabstein für Charles-Claude de Rochechouart                                         | Marmor, bezeichnet 1710                                    | im Hôpital Saint-Sauveur (Kapelle) (Lage)  | PM21001610    | Classé       | 1959  |      |
| 67 Zinngegenstände                                                                   | Ensemble aus PM21002705 bis PM21002713                     | im Hôpital Saint-Sauveur (Apotheke) (Lage) | PM21001611    | Classé       | 1959  |      |
| 31 Teller                                                                            | Zinn, Ende des 18. Jahrhunderts                            | im Hôpital Saint-Sauveur (Apotheke) (Lage) | PM21002705    | Classé       | 1959  |      |
| 18 Platten                                                                           | Zinn, Ende des 18. Jahrhunderts                            | im Hôpital Saint-Sauveur (Apotheke) (Lage) | PM21002706    | Classé       | 1959  |      |
| Neun Krüge                                                                           | Zinn, 18. Jahrhundert                                      | im Hôpital Saint-Sauveur (Apotheke) (Lage) | PM21002707    | Classé       | 1959  |      |
| Essensträger                                                                         | Zinn, 18. Jahrhundert                                      | im Hôpital Saint-Sauveur (Apotheke) (Lage) | PM21002708    | Classé       | 1959  |      |
| Kerzenständer                                                                        | Zinn, 18. Jahrhundert                                      | im Hôpital Saint-Sauveur (Apotheke) (Lage) | PM21002709    | Classé       | 1959  |      |
| Zwei Becher                                                                          | Zinn, 18. Jahrhundert                                      | im Hôpital Saint-Sauveur (Apotheke) (Lage) | PM21002710    | Classé       | 1959  |      |
| Vier Kochtöpfe                                                                       | Zinn, 18. Jahrhundert                                      | im Hôpital Saint-Sauveur (Apotheke) (Lage) | PM21002711    | Classé       | 1959  |      |
| Kanne                                                                                | Zinn, 18. Jahrhundert                                      | im Hôpital Saint-Sauveur (Apotheke) (Lage) | PM21002712    | Classé       | 1959  |      |
| Drei Krankentassen                                                                   | Zinn, 18. Jahrhundert                                      | im Hôpital Saint-Sauveur (Apotheke) (Lage) | PM21002713    | Classé       | 1959  |      |
| Porträt Heiliger Vinzenz von Paul                                                    | Ölfarbe auf Leinwand, Holzrahmen, 166, von Simon François  | im Hôpital Saint-Sauveur (Kapelle) (Lage)  | PM21001612    | Classé       | 1975  |      |
| Zwei Skulpturen: Petrus und Paulus                                                   | Stein, 17. Jahrhundert                                     | in der Kirche Conversion-de-St-Paul (Lage) | PM21003548    | Inscrit      | 1975  |      |
| Apothekenschränke                                                                    | Nussbaum-, Eichen- und Tannenholz, Eisenbeschläge, um 1700 | im Hôpital Saint-Sauveur (Apotheke) (Lage) | PM21003588    | Inscrit      | 1976  |      |
| Kirchenmodell                                                                        | Pappe und Papier, bemalt, 19. Jahrhundert                  | im Hôpital Saint-Sauveur (Lage)            | PM21004875    | Inscrit      | 2013  |      |
| Truhe (1)                                                                            | Eichenholz, Schmiedeeisen, Anfang des 17. Jahrhunderts     | im Hôpital Saint-Sauveur (Lage)            | PM21004270    | Inscrit      | 1997  |      |
| Truhe (2)                                                                            | Eichenholz, Schmiedeeisen, um 1600                         | im Hôpital Saint-Sauveur (Lage)            | PM21004271    | Inscrit      | 1997  |      |
| 28 Kirchenbänke und zwei Betstühle                                                   | Holz, 20. Jahrhundert                                      | in der Kirche Conversion-de-St-Paul (Lage) | PM21005235    | Inscrit      | 2019  |      |
| Kapitell (2)                                                                         | Kalkstein, 12. Jahrhundert                                 | in einem privaten Garten                   | PM21001606    | Classé       | 1979  |      |